# Post-Attack Command and Control System
Le Post-Attack Command and Control System (système de commandement et de contrôle post-attaque) (PACCS) était un réseau de sites de communication (terrestres et aériens) à utiliser avant, pendant et après une attaque nucléaire aux États-Unis. Le PACCS a été conçu pour garantir que l'autorité de commandement nationale conserve le contrôle exclusif et complet des armes nucléaires américaines. Parmi les autres composantes, il incluait des moyens du Strategic Air Command, tels que les appareils de la mission Looking Glass, et diverses installations de commandement et de contrôle renforcées.
La conviction de l'Union soviétique sur la fiabilité du système PACCS était un élément crucial de la doctrine américaine de destruction mutuelle assurée, garantissant une impasse à long terme.

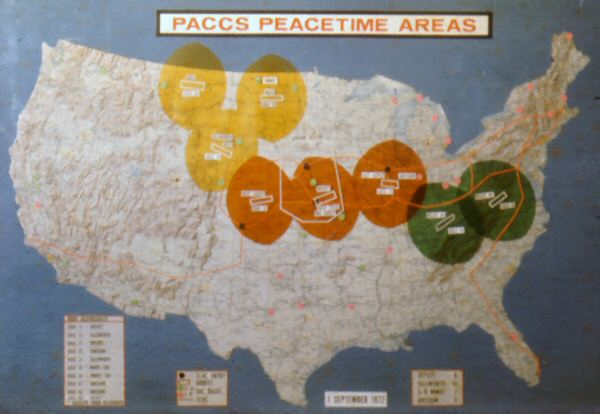
Hippodromes en temps de paix des avions PACCS engagés dans l'opération Looking Glass (c. 1972)

## Historique
L'état-major du quartier général du Strategic Air Command, sous la direction du général Thomas S. Power, a envisagé la possibilité de placer un élément de commandement et de contrôle continu en mode aéroporté. Le but d'un tel système serait d'utiliser l'avion comme plate-forme pour du matériel de communication spécialement installé pour assurer la transmission des directives de commandement aux forces de frappe du SAC dans l'éventualité de la destruction du quartier général basé au sol.
Le plan original prévoyait un aéronef, un équipage et une équipe de commandement et de contrôle en alerte au sol de 15 minutes. Cela a ensuite été changé pour une posture d'alerte en vol continue. Les fonctions de ce poste de commandement aéroporté PACCS ont continué à se développer jusqu'à devenir un véritable système de commandement et de contrôle alternatif.
Le PACCS, dans ses variantes ultérieures, comprenait un système de contrôle du lancement aéroporté (ALCS), qui offrait un moyen alternatif pour la transmission des messages d'exécution aux équipages de combat antimissile et un centre de contrôle du lancement de secours, obligeant l'Union soviétique à cibler chaque silo à missile en plus des centres de contrôle de lancement pour neutraliser la force Minuteman.

## Composantes
[Quand ?]

### Aéroportée
- E-4B National Emergency Airborne Command Post (NEACP, en service depuis 1974)
  -  1st Airborne Command Control Squadron (en) - Offutt Air Force Base, Nebraska
- EC-135 Airborne Command Post (ABNCP) "Looking Glass" (en service de 1961 a 2000)
  -  2d Airborne Command and Control Squadron (en) - Offutt Air Force Base, Nebraska
  -  4th Airborne Command and Control Squadron (en) - Ellsworth Air Force Base, Dakota du Sud
  -  22d Air Refueling Squadron (en) - March Air Force Base, Californie; West Auxiliary Command Post (West AUXCP) [3]
    - Point d'entrée au sol - Lamar, Colorado[4]

  -  99th Air Refueling Squadron (en) - Westover Air Force Base, Massachusetts; East Auxiliary Command Post (East AUXCP) [5]
    - Point d'entrée au sol - Plano, Illinois[4]

  -  913th Air Refueling Squadron (en) - Barksdale Air Force Base, Louisiane; Central Auxiliary Command Post (Central AUX)
    - Point d'entrée au sol  - Lyons, Nebraska[4]
- EB-47L
  -  4362d Post Attack Command and Control Squadron - Lincoln Air Force Base, Nebraska[6]
  -  4363d Post Attack Command and Control Squadron - Lockbourne Air Force Base (en), Ohio[6]
  -  4364th Post Attack Command and Control Squadron - Mountain Home Air Force Base, Idaho[6]
  - 4365th Post Attack Command and Control Squadron - Plattsburgh Air Force Base (en), New York[6]

### Au sol
- Barksdale Air Force Base, Louisiane (Second Air Force (en) (plus tard Eighth Air Force) Command Post)
- Westover Air Force Base, Massachusetts (Eighth Air Force Combat Operations Center, "The Notch")[7]
- March Air Force Base, Californie (Fifteenth Air Force Command Post)
- Grissom Air Base (en), Indiana
- Offutt Air Force Base, Nebraska (Quartier général du Strategic Air Command)
  - Headquarters Emergency Relocation Team (en) (HERT) - Cornhusker Army Ammo Plant, Grand Island, Nebraska[8]

### Communications
- Survivable Low Frequency Communications System (en) - VLF/LF
- Alpha and Bravo Nets - High Frequency[4]
- Green Pine (en)[4]
- Emergency Rocket Communications System (en) [4]

## Galerie

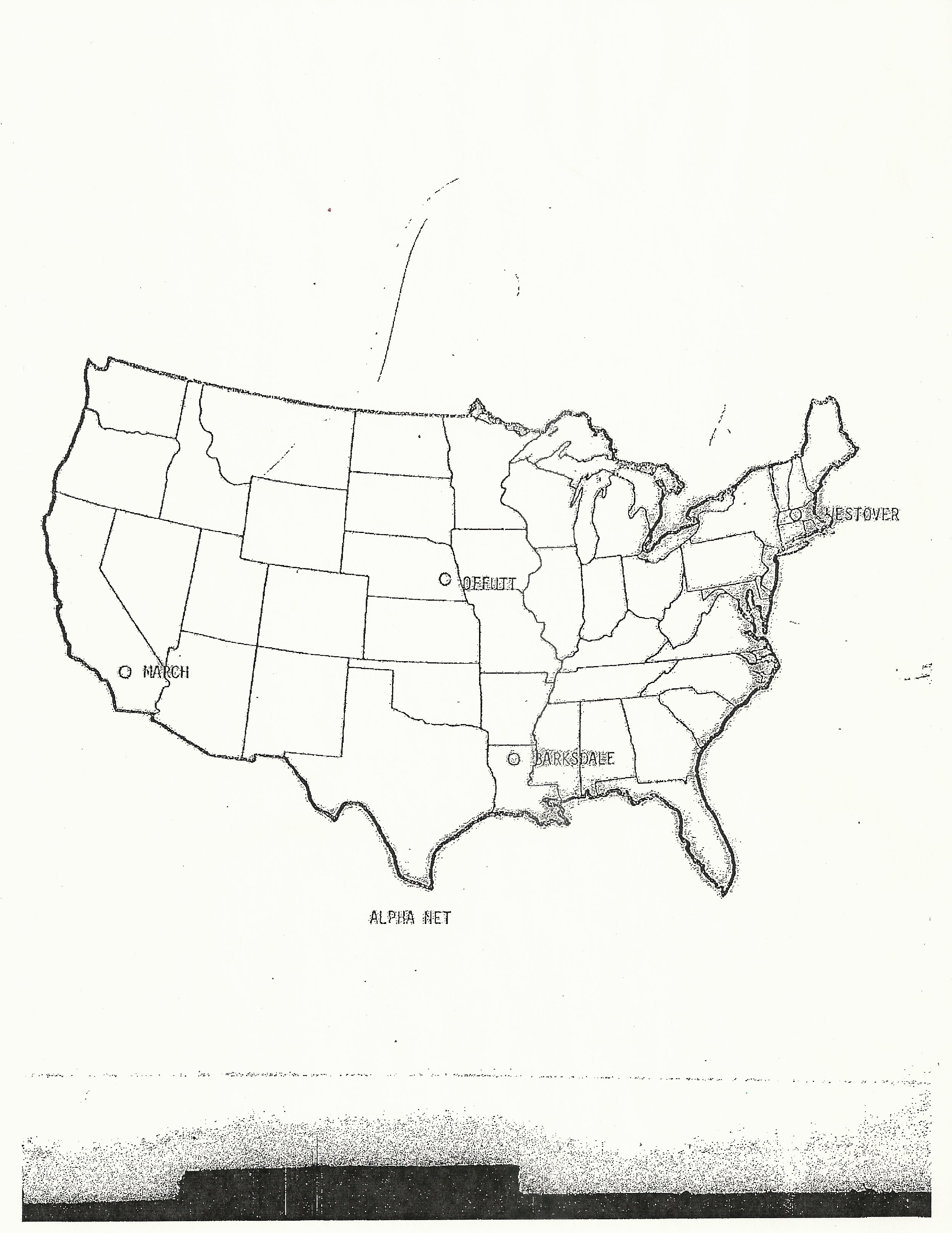
ALPHA Net stations.
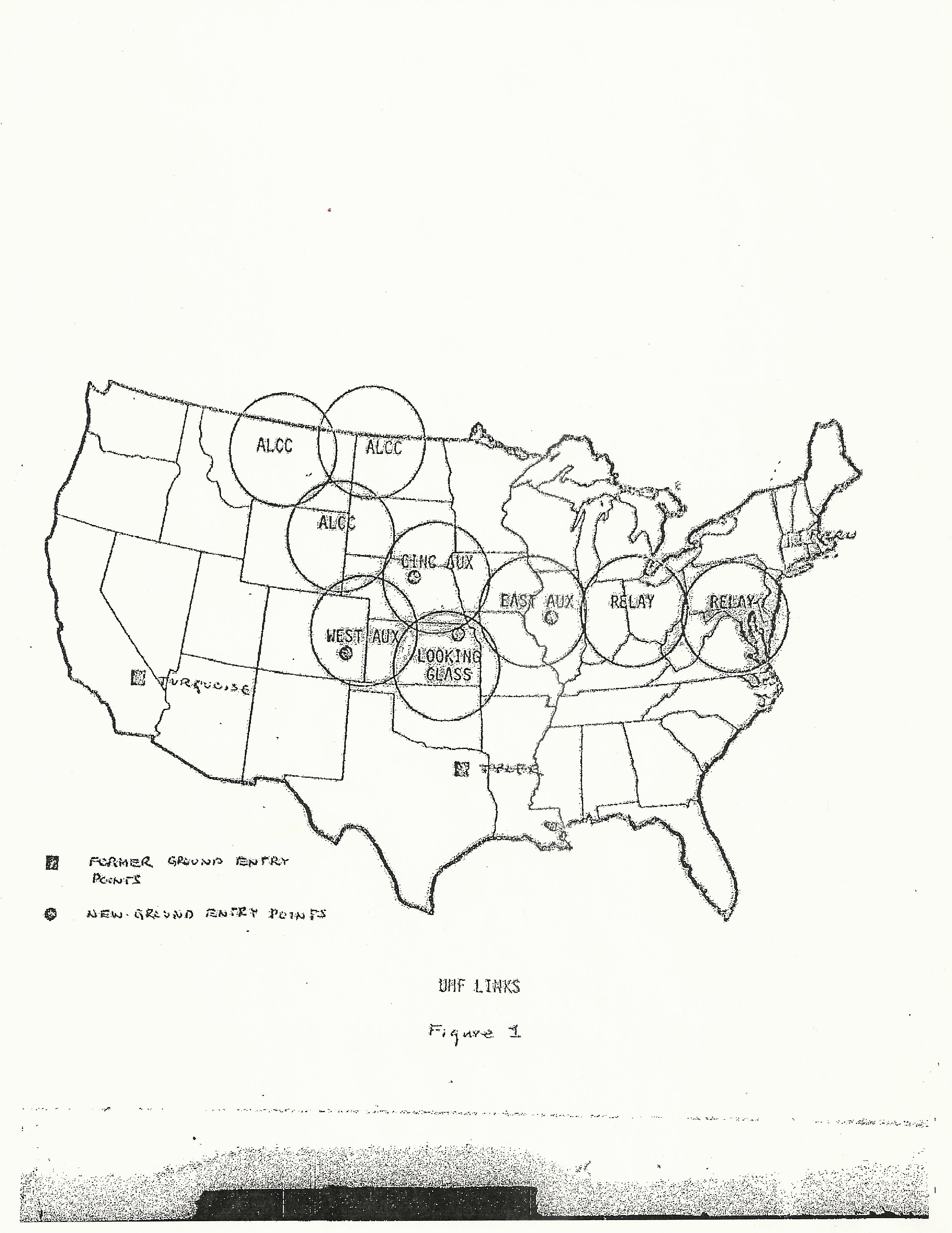
PACCS UHF Links.
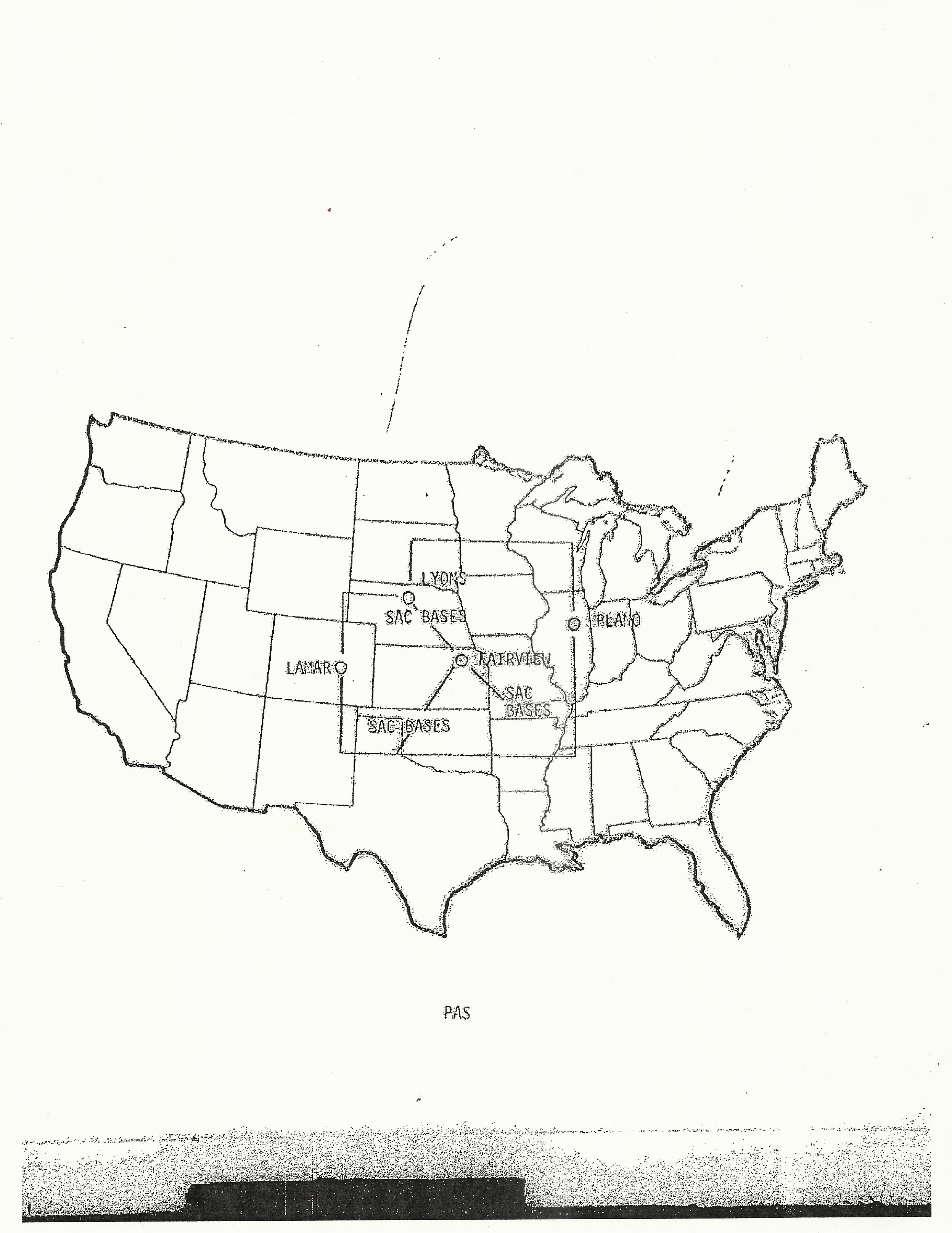
PACCS Primary Alert System.